# Daniel Alberto Díaz
Daniel Alberto Díaz (Catamarca, 13 de julio de 1979), más conocido como «Cata» Díaz, es un exfutbolista y entrenador argentino que jugó como defensa, su último club fue el C. D. Móstoles URJC. Actualmente se encuentra trabajando como ayudante de campo en la 6ta división de Boca Juniors.

## Trayectoria

### Inicios
Apodado el Cata por ser oriundo de la provincia de Catamarca, Díaz comenzó a jugar en el equipo amateur local Juventud de Catamarca. En 1997 llegó a Rosario Central donde permaneció en los juveniles de dicho club hasta el año 2000 (habiendo hechas todas las inferiores en ese año) año en que hizo su primera aparición profesional en Primera División aunque ya había disputado un partido con el primer equipo en la Copa Conmebol 1999.

### Cruz Azul
En julio de 2003 Díaz emigró al Cruz Azul de México, como un refuerzo importante para solidificar la zaga central de La Máquina Cementera, en el Apertura 2003. Logró consolidarse y fue la base de la defensa cementera a lado de Melvin Brown y Ricardo Osorio, disputando 21 encuentros y anotando un gol.
Para el torneo Clausura 2004 sería titular indiscutible, sin embargo con la salida de Enrique Meza en la dirección técnica, y la llegada de Luis Fernando Tena continuó siendo titular, aunque no era del agrado del entrenador, por lo que de cara al Apertura 2004 con la contratación del defensor Federico Lussenhoff no entra en los planes de La Máquina y sale del equipo.

### Colón de Santa Fe
Tras solo permanecer una temporada en Cruz Azul volvió a Argentina, específicamente a Colón, por ese entonces dirigido por Alfio Basile, donde llegó a convertirse en el capitán del equipo. 
Poco tiempo después recibió ofertas de Boca Juniors y River Plate; estando Alfio Basile como Director Técnico del club Xeneize, el Cata llegó a Boca Juniors, por alrededor de $3 millones.

### Boca Juniors
Hizo su debut por Boca Juniors en la victoria 4 a 1 sobre Gimnasia y Esgrima de Jujuy y fue parte fundamental de la obtención del Campeonato de Apertura 2005 marcando un gol en el último partido ante Olimpo de Bahía Blanca, además de la Recopa Sudamericana 2005 y la Copa Sudamericana. También ganó el Clausura 2006, la Recopa Sudamericana 2006, y la Copa Libertadores 2007, haciendo una buena dupla con Claudio Morel Rodríguez.

### Getafe
En el verano del 2007, Díaz llegó al Getafe español por 4 millones de euros. En el Getafe se consolidó como uno de los pilares de la defensa y del equipo con el que llegó a jugar en la UEFA Europa League. Además de obtener la salvación más de una vez y poder lograr llegar a una final de Copa Del Rey.

### Atlético de Madrid
En junio de 2012 se anunció su fichaje por el Atlético de Madrid.
 El debut con su nuevo club se produjo el 19 de agosto en el empate a uno ante el Levante correspondiente a la primera jornada de Liga. El 31 de agosto de 2012 se proclamó campeón de la Supercopa de Europa al vencer al Chelsea, campeón de la Champions League, por cuatro goles a uno. El 20 de septiembre debutó con el Atlético de Madrid en la Europa League en la victoria por cero a tres ante el Hapoel Tel Aviv. El 17 de mayo de 2013 se proclamó campeón de la Copa del Rey al vencer en la final al Real Madrid por dos goles a uno.

### Vuelta a Boca Juniors
El 19 de julio de 2013 fue presentado como refuerzo de Boca Juniors. Esta vuelta se produjo en un confuso episodio, en el que el "Cata" había anunciado su regreso a Rosario Central, pero a horas de firmar su contrato decidió retornar a Boca Juniors.[cita requerida] El 7 de agosto convirtió su primer gol en su regreso a Boca Juniors, ante el Club Atlético Belgrano. En esta vuelta al club consiguió 2 títulos un Campeonato Local y la Copa Argentina donde fue clave en el equipo del Vasco Arruabarrena.

### Vuelta a Getafe
El 22 de julio de 2016 regresa al Getafe donde se lo considera uno de los máximos ídolos de los "Azulones" al ser unos de los jugadores con más partidos en toda la historia. Además de haber llegado a cuartos de final de la Europa League, a una final de Copa Del Rey donde el conjunto madrileño cayó frente al Valencia por 3-1 y también logró varias salvaciones en las últimas jornadas. Seis temporadas son las que ya lleva en el conjunto azulón antes y después de su vuelta. En la temporada de la Liga 123; 16-17 consiguió el ascenso al quedar en la zona de playoffs como tercer clasificado, en los playoffs derrotaron al Huesca y al Tenerife, este último en lo que fue la final de los playoffs.

### Club Atlético Nueva Chicago
El 1 de julio de 2019 firma contrato con el club nueva Chicago volviendo así a la profesionalidad, firmando por la temporada 2019/2020 de la Primera Nacional del fútbol Argentino, aunque rescindiria su contrato con e

### Móstoles URJC
Su último equipo fue el Móstoles URJC. Club con el cual logró el ascenso a Segunda División RFEF en mayo de 2021. Con este objetivo cumplido, se retiró a sus 41 años del fútbol profesional.

## Selección nacional
Con la selección argentina jugó la Copa América 2007. Anotó su único gol internacional en el partido jugado frente a Colombia por las Eliminatorias al Mundial Sudáfrica 2010.
| \| PJ \| Fecha \| Lugar \| Oponente \| Tablero \| Resultado \| Competición \| Goles \| \| -- \| ---------- \| --------------------------- \| --------- \| ------- \| --------- \| ------------- \| ----- \| \| 1 \| 17-7-2003 \| La Plata, Argentina \| Uruguay \| 2-2 \| Empate \| Amistoso \| - \| \| 2 \| 10-3-2005 \| Los Ángeles, Estados Unidos \| México \| 1-1 \| Empate \| Amistoso \| - \| \| 3 \| 19-4-2007 \| Mendoza, Argentina \| Chile \| 0-0 \| Empate \| Amistoso \| - \| \| 4 \| 6-7-2007 \| Cabudare, Venezuela \| Paraguay \| 1-0 \| Victoria \| Copa América \| - \| \| 5 \| 16-10-2007 \| Maracaibo, Venezuela \| Venezuela \| 2-0 \| Victoria \| Eliminatorias \| - \| \| 6 \| 6-9-2008 \| Buenos Aires, Argentina \| Paraguay \| 1-1 \| Empate \| Eliminatorias \| - \| \| 7 \| 10-9-2008 \| Lima, Perú \| Perú \| 1-1 \| Empate \| Eliminatorias \| - \| \| 8 \| 11-10-2008 \| Buenos Aires, Argentina \| Uruguay \| 2-1 \| Victoria \| Eliminatorias \| - \| \| 9 \| 15-10-2008 \| Santiago de Chile, Chile \| Chile \| 0-1 \| Derrota \| Eliminatorias \| - \| \| 10 \| 19-11-2008 \| Glasgow, Escocia \| Escocia \| 1-0 \| Victoria \| Amistoso \| - \| \| 11 \| 6-6-2009 \| Buenos Aires, Argentina \| Colombia \| 1-0 \| Victoria \| Eliminatorias \| 55' \| \| 12 \| 12-8-2009 \| Moscú, Rusia \| Rusia \| 3-2 \| Victoria \| Amistoso \| - \| |            |                             |           |         |           |               |       |
| PJ | Fecha      | Lugar                       | Oponente  | Tablero | Resultado | Competición   | Goles |
| 1 | 17-7-2003  | La Plata, Argentina         | Uruguay   | 2-2     | Empate    | Amistoso      | -     |
| 2 | 10-3-2005  | Los Ángeles, Estados Unidos | México    | 1-1     | Empate    | Amistoso      | -     |
| 3 | 19-4-2007  | Mendoza, Argentina          | Chile     | 0-0     | Empate    | Amistoso      | -     |
| 4 | 6-7-2007   | Cabudare, Venezuela         | Paraguay  | 1-0     | Victoria  | Copa América  | -     |
| 5 | 16-10-2007 | Maracaibo, Venezuela        | Venezuela | 2-0     | Victoria  | Eliminatorias | -     |
| 6 | 6-9-2008   | Buenos Aires, Argentina     | Paraguay  | 1-1     | Empate    | Eliminatorias | -     |
| 7 | 10-9-2008  | Lima, Perú                  | Perú      | 1-1     | Empate    | Eliminatorias | -     |
| 8 | 11-10-2008 | Buenos Aires, Argentina     | Uruguay   | 2-1     | Victoria  | Eliminatorias | -     |
| 9 | 15-10-2008 | Santiago de Chile, Chile    | Chile     | 0-1     | Derrota   | Eliminatorias | -     |
| 10 | 19-11-2008 | Glasgow, Escocia            | Escocia   | 1-0     | Victoria  | Amistoso      | -     |
| 11 | 6-6-2009   | Buenos Aires, Argentina     | Colombia  | 1-0     | Victoria  | Eliminatorias | 55'   |
| 12 | 12-8-2009  | Moscú, Rusia                | Rusia     | 3-2     | Victoria  | Amistoso      | -     |

### Participaciones en Copa América
| Copa              | Sede      | Resultado  |
| ----------------- | --------- | ---------- |
| Copa América 2007 | Venezuela | Subcampeón |

## Estadísticas

### Clubes
- Actualizado hasta el fin de la carrera deportiva

| C.A Rosario Central Argentina | 1.ª                 | 1999-00             | 4   | 0  | —  | —  | 3  | 0 | 7   | 0  | 0,00 |
| C.A Rosario Central Argentina | 1.ª                 | 2000-01             | 26  | 1  | —  | —  | 18 | 1 | 44  | 2  | 0,04 |
| C.A Rosario Central Argentina | 1.ª                 | 2001-02             | 34  | 1  | —  | —  | —  | — | 34  | 1  | 0,02 |
| C.A Rosario Central Argentina | 1.ª                 | 2002-03             | 33  | 0  | —  | —  | —  | — | 33  | 0  | 0,00 |
| C.A Rosario Central Argentina | Total club          | Total club          | 97  | 2  | 0  | 0  | 21 | 1 | 118 | 3  | 0,02 |
| Cruz Azul · México | 1.ª                 | 2003-04             | 46  | 1  | —  | —  | —  | — | 46  | 1  | 0,02 |
| Cruz Azul · México | Total club          | Total club          | 46  | 1  | 0  | 0  | 0  | 0 | 46  | 1  | 0,02 |
| C.A. Colón de Santa Fé Argentina | 1.ª                 | 2004-05             | 36  | 2  | —  | —  | —  | — | 36  | 2  | 0,05 |
| C.A. Colón de Santa Fé Argentina | Total club          | Total club          | 36  | 2  | 0  | 0  | 0  | 0 | 36  | 2  | 0,05 |
| C.A. Boca Juniors Argentina | 1.ª                 | 2005-06             | 36  | 4  | —  | —  | 10 | 0 | 46  | 4  | 0,08 |
| C.A. Boca Juniors Argentina | 1.ª                 | 2006-07             | 32  | 3  | —  | —  | 14 | 0 | 46  | 3  | 0,06 |
| C.A. Boca Juniors Argentina | 1.ª                 | 2013-14             | 32  | 3  | 0  | 0  | —  | — | 32  | 3  | 0,09 |
| C.A. Boca Juniors Argentina | 1.ª                 | 2014                | 10  | 1  | 1  | 0  | 4  | 0 | 15  | 1  | 0,06 |
| C.A. Boca Juniors Argentina | 1.ª                 | 2015                | 27  | 2  | 6  | 0  | 4  | 0 | 37  | 2  | 0,05 |
| C.A. Boca Juniors Argentina | 1.ª                 | 2016                | 8   | 0  | 1  | 0  | 11 | 0 | 20  | 0  | 0,00 |
| C.A. Boca Juniors Argentina | 1.ª                 | 2016-17             | 0   | 0  | 1  | 0  | —  | — | 1   | 0  | 0,00 |
| C.A. Boca Juniors Argentina | Total club          | Total club          | 145 | 13 | 9  | 0  | 43 | 0 | 197 | 13 | 0,07 |
| Getafe CF · España | 1.ª                 | 2007-08             | 30  | 0  | 7  | 0  | 8  | 0 | 45  | 0  | 0,00 |
| Getafe CF · España | 1.ª                 | 2008-09             | 34  | 1  | 1  | 0  | 0  | 0 | 35  | 1  | 0,02 |
| Getafe CF · España | 1.ª                 | 2009-10             | 30  | 1  | 7  | 0  | 0  | 0 | 37  | 1  | 0,02 |
| Getafe CF · España | 1.ª                 | 2010-11             | 35  | 1  | 2  | 0  | 7  | 1 | 44  | 2  | 0,04 |
| Getafe CF · España | 1.ª                 | 2011-12             | 36  | 3  | 2  | 0  | 0  | 0 | 38  | 3  | 0,07 |
| Getafe CF · España | 2.ª                 | 2016-17             | 38  | 0  | 0  | 0  | —  | — | 38  | 0  | 0,00 |
| Getafe CF · España | Total club          | Total club          | 203 | 6  | 19 | 0  | 15 | 1 | 237 | 7  | 0,03 |
| Atlético de Madrid · España | 1.ª                 | 2012-13             | 9   | 0  | 6  | 0  | 7  | 0 | 22  | 0  | 0,00 |
| Atlético de Madrid · España | Total club          | Total club          | 9   | 0  | 6  | 0  | 7  | 0 | 22  | 0  | 0,00 |
| CF Fuenlabrada · España | 2.ª B               | 2017-18             | 37  | 0  | 4  | 0  | —  | — | 41  | 0  | 0,00 |
| CF Fuenlabrada · España | 2.ª B               | 2018-19             | 21  | 1  | 1  | 0  | —  | — | 22  | 1  | 0,07 |
| CF Fuenlabrada · España | Total club          | Total club          | 58  | 1  | 5  | 0  | 0  | 0 | 63  | 1  | 0,02 |
| Nueva Chicago Argentina | 2.ª                 | 2019-20             | 13  | 0  | —  | —  | —  | — | 13  | 0  | 0,00 |
| Nueva Chicago Argentina | Total club          | Total club          | 13  | 0  | 0  | 0  | 0  | 0 | 13  | 0  | 0,00 |
| C. D. Móstoles URJC · España | 3.ª                 | 2020-21             | 2   | 0  | 1  | 0  | —  | — | 3   | 0  | 0,00 |
| C. D. Móstoles URJC · España | Total club          | Total club          | 2   | 0  | 1  | 0  | 0  | 0 | 3   | 0  | 0,00 |
| Total en su carrera | Total en su carrera | Total en su carrera | 609 | 25 | 40 | 16 | 86 | 2 | 736 | 27 | 0,04 |
| (1) Incluye Copa del Rey, Copa Argentina y Supercopa Argentina. (2) Incluye Copa Conmebol, Copa Mercosur, Copa Libertadores, Copa Sudamericana, Recopa Sudamericana y UEFA Europa League. (3) Media de goles por encuentro. No incluye goles en partidos amistosos. |                     |                     |     |    |    |    |    |   |     |    |      |

## Palmarés

### Campeonatos regionales
| Título                              | Equipo              | País   | Año     |
| ----------------------------------- | ------------------- | ------ | ------- |
| Copa RFEF (Fase Regional de Madrid) | C. D. Móstoles URJC | España | 2020-21 |
| Copa RFFM de Tercera División       | C. D. Móstoles URJC | España | 2020-21 |

### Campeonatos nacionales
| Título           | Equipo             | País      | Año    |
| ---------------- | ------------------ | --------- | ------ |
| Primera División | Boca Juniors       | Argentina | A-2005 |
| Primera División | Boca Juniors       | Argentina | C-2006 |
| Copa del Rey     | Atlético de Madrid | España    | 2013   |
| Primera División | Boca Juniors       | Argentina | 2015   |
| Copa Argentina   | Boca Juniors       | Argentina | 2015   |

### Campeonatos internacionales
| Título                       | Equipo             | Sede         | Año  |
| ---------------------------- | ------------------ | ------------ | ---- |
| Recopa Sudamericana          | Boca Juniors       | Manizales    | 2005 |
| Copa Sudamericana            | Boca Juniors       | Buenos Aires | 2005 |
| Recopa Sudamericana          | Boca Juniors       | São Paulo    | 2006 |
| Copa Libertadores de América | Boca Juniors       | Porto Alegre | 2007 |
| Supercopa de Europa          | Atlético de Madrid | Mónaco       | 2012 |

### Distinciones individuales
| Distinción                        | Año  |
| --------------------------------- | ---- |
| Parte del Equipo Ideal de América | 2006 |